# Lepismium floribundum
A Lepismium floribundum egy epifita kaktuszfaj, melyről egyelőre nagyon kevés ismeret áll rendelkezésre.

## Elterjedése
Brazília: Porto Alegre.

## Jellemzői
Lecsüngő habitusú epifiton, 100–400 mm hosszú, három bordás hajtásai vannak, melyek 10–20 mm átmérőjűek, zöldek. Areolái kicsik, sertéket hordoznak, melyek 1–2 mm hosszúak lehetnek. Virágai 18 mm átmérőjűek, harang alakúak. A belső szirmok fehérek vagy rózsaszínűek, a külsők rózsaszínűek. A porzói fehérek. A pericarpium kicsi, szögletes, vörös, termése vörös, gömbölyded, 6 mm átmérőjű bogyó.